# Montanhismo

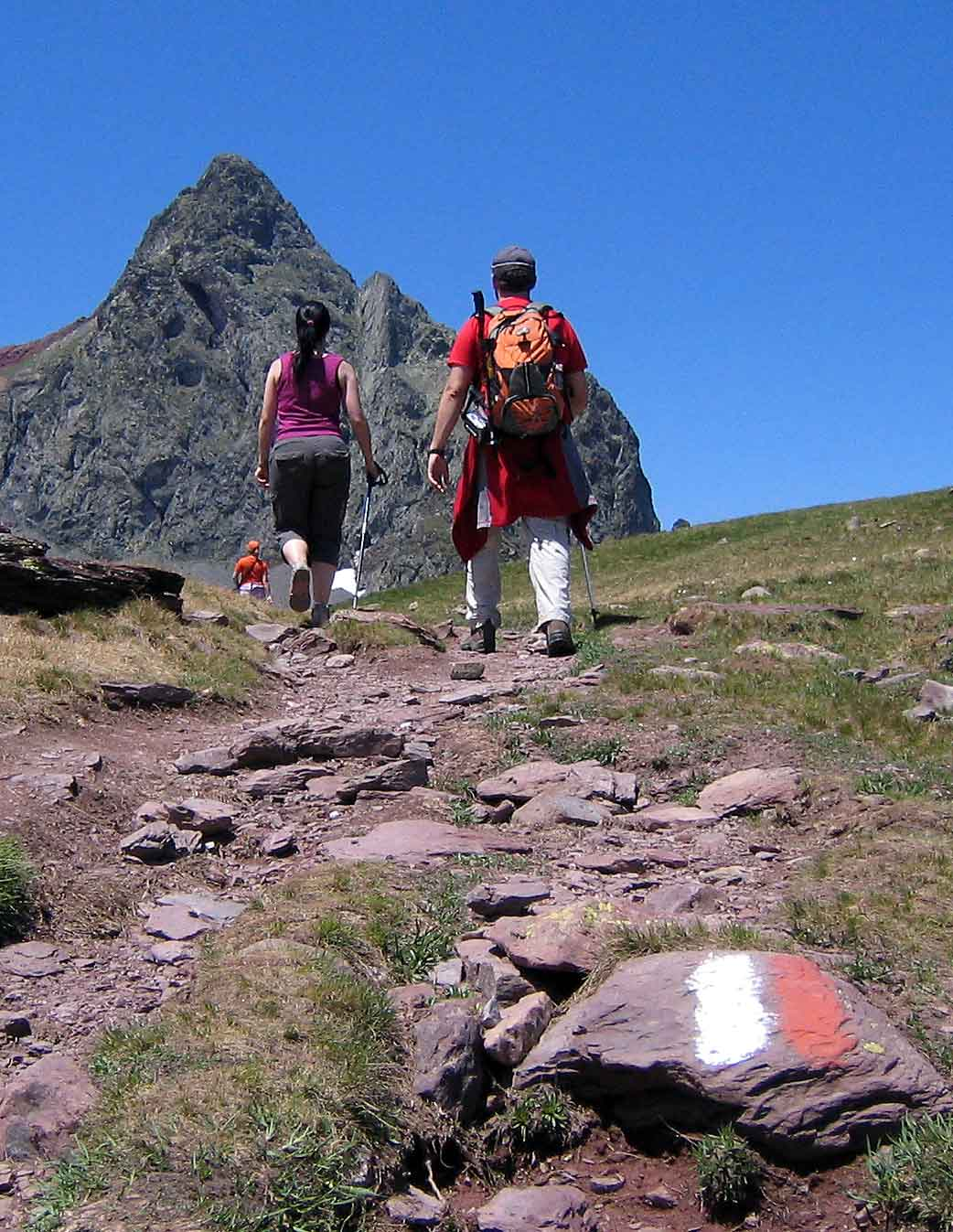
Montanhistas num percurso pedestre

Montanhismo é um termo genérico relacionado com toda a atividade ligada com a montanha, pois que etimologicamente provém de montanha + ismo.
Num contexto desportivo, o montanhismo designa a prática de toda a atividade de marcha em condições de média montanha, ou seja até  2 500 m  e é assim considerado um desporto ligado ao turismo ecológico e de recreio.
O montanhismo não deve ser assim confundido com o alpinismo que exige uma muito boa condição física, um equipamento de montanha apropriado, uma técnica de progressão que lhe é própria, e necessita a presença de um guia para escolher o trajeto e assegurar a cordada.

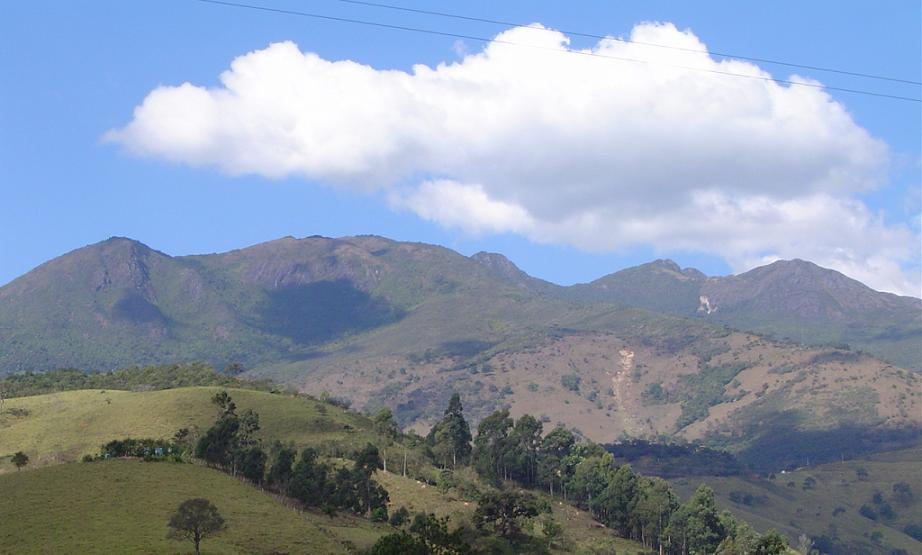
Montanhas: Local de prática do montanhismo

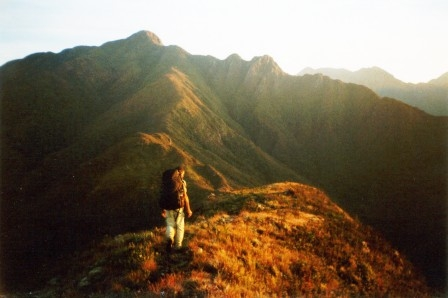
Desportista numa trilha de cume